# Maymorn
Maymorn est une localité rurale du secteur de la cité d’Upper Hutt, située dans la région de Wellington dans l’île du Nord de la Nouvelle-Zélande.

## Situation
Elle consiste en des collines et un fond de vallée rural.
La zone est formée d’un groupe de maisons de campagnes tranquilles et de fermes entourées de collines, qui sont souvent couvertes de neige en hiver.

## Population
Pour les besoins statistiques, Maymorn est comptée comme une partie de la ville de Te Marua dans le cadre du recensement en Nouvelle-Zélande.
Les résidents habituels lors du recensement néo-zélandais de 2013 de la population du secteur de ‘Te Marua’ étaient au nombre de 1152 habitants.
Le «Upper Hutt City Council» a entrepris un travail avec la société Becca  pour développer le secteur avec un habitat plus dense, formé de maisons dans le cadre du : Maymorn Structure Plan» .
Cela permettra le développement de 1800 maisons à des prix abordables et des logements avec terrasses, dans cette vallée actuellement très rurale.
Le développement planifié est en contradiction avec les obligations faites au conseil de la cité de Upper Hutt dans le cadre d’une procédure entre la court de lEnvironment:  Case of Norwood Lodge versus Upper Hutt City Council  et un procès est en cours au niveau de l’«Environmental Court Case» entre «Maymorn Land Trust Limited » et «Upper Hutt City Council».
Comme éléments pour la défense dans cette dernière procédure, Mr M W Lewandowski (maintenant:UHCC Planning Policy Manager) attira l’attention sur l’importance du (en) « plan du district d’Upper Hutt », qui énonce que:
3.4.1 Pour reconnaître les différentes qualités et caractéristiques de la Cité comme un environnement unique en gérant les effets adverses de l’utilisation, du développement et de la subdivision des terres de ce secteur sur des bases spécifiques
< citation >  Considérée comme une zone rurale, les explications de la politique de l’état:
 La zone rurale contient des secteurs dans lesquels des activités de base rurale peuvent être exercées: le paysage doit y rester spacieux et non clôturé et d’aspect général rural dans son caractère et ses qualités environnementales.
 La zone rurale couvre les installations rurales ainsi que les zones de conservation intouchées à la limite de la cité.
Une approche équilibrée est nécessaire pour gérer de façon souhaitable les ressources de cette partie de la cité (faisant référence à Maymorn).
5.4.1  La gestion des effets adverses sur l’environnement à partir de l’échelle, la densité, le nombre et la localisation des travaux de terrassements, des nouveaux bâtiments et des activités, de façon qu’ils n’entrent pas en compétition de manière significative  avec le caractère rural et la valeur du paysage 
5.4.2 Assure une subdivision, un développement et une utilisation des terrains avec le sol de la vallée et les zones de collines adjacentes en minimisant les effets sur le caractère rural du secteur, le risque de compromettre de manière significative le caractère rural et la valeur du paysage .
Au regard du paragraphe 5.4.2, les explications de la politique fait état de la nécessité de : Maintenir une taille des lots les plus grands possibles dans le fond de la vallée et de la partie supérieure des colline pour s’assurer de façon générale que le caractère rural n’est pas compromis par le nombre ou l’amas de bâtiments, s’étalant à travers le paysage .
Cas du secteur de  Norwood Lodge :
 Ce cas est essentiel pour l’intégrité du ‘Upper Hutt District Plan’.
Nous acceptons l’évidence de l’existence des résidents apparaissant pour le conseil, qui ont acheté à cause de la taille minimum des lots, ce qui leur donne la confiance que l’agrément rural que leur valeur sera ainsi protégée.
Les contribuables et résidents ont tous les droits d’être capables de se fier au plan de l’Upper Hutt District Plan. 
Le développement du ‘ UHCC Maymorn Structure Plan’ est en conflit avec le ‘Plan du District en ce qu’il doit protéger la zone rurale.
La réponse du ’Upper Hutt City Council'  à cela est le changement du ‘Upper Hutt District Plan’.
Ceci doit permettre au ‘UH council’ de construire à terme les 1800 maisons proposées dans le même secteur que le ‘Upper Hutt District Plan’ était supposé protéger –qui fut utilisé pour protéger cette zone dans le cadre des deux cas, cités ci-dessus, mentionnés dans les cas de la cour de l’Environnement.

## Chemin de fer
À cause de sa population très faible, le secteur est connu essentiellement pour la présence de la gare de chemin de fer de Maymorn station (en), qui est sur le trajet de la ligne de branche de Wairarapa (en) allant entre la ville de Woodville et la cité de Wellington et qui desservie par le train nommé :Wairarapa connection (en) avec des rames de passagers quotidiens.
La gare de Maymorn est située près de la porte sud du tunnel du chemin de fer de Rimutaka (en), qui ouvrit en 1955, remplaçant le segment de la ligne de chemin de fer de Rimutaka Incline (en) indispensable initialement pour le franchissement de la chaîne de Rimutaka (en), l’ancien trajet passant à seulement 40 mètres au-dessus de la sortie du tunnel.